# بناهای تنگ شهدا
بناهای تنگ شهداء مربوط به دوره ساسانیان است و در شهرستان دشتستان، روستای تنگ شهداء واقع شده. این اثر در تاریخ ۹ اردیبهشت ۱۳۸۲ با شمارهٔ ثبت ۸۳۹۹ به‌عنوان یکی از آثار ملی ایران به ثبت رسیده است.